# Rhabdosis signata
Rhabdosis signata är en stekelart som beskrevs av Henry Keith Townes, Jr. 1970. Rhabdosis signata ingår i släktet Rhabdosis och familjen brokparasitsteklar. Inga underarter finns listade i Catalogue of Life.